# Roman Sobolski
Roman Sobolski (ur. 1911 r., zm. 1988 r.) – polski inżynier mechanik. Absolwent Politechniki Lwowskiej. Od 1954 r. profesor na Wydziale Mechanicznym Politechniki Wrocławskiej.
Został pochowany na Cmentarzu Świętej Rodziny we Wrocławiu.

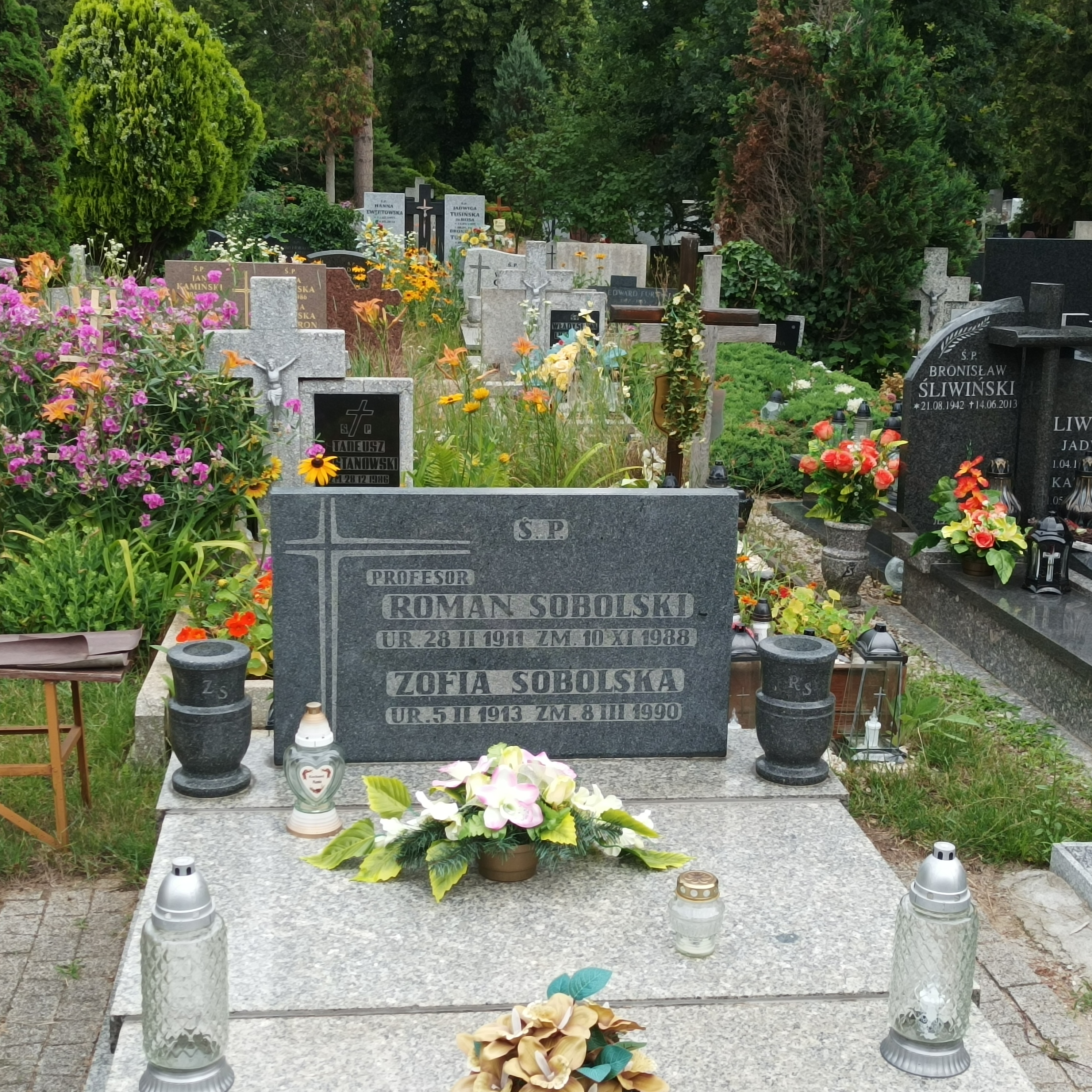
Grób prof. Romana Sobolskiego na Cmentarzu Świętej Rodziny we Wrocławiu